# Boehmeria cylindrica
Boehmeria cylindrica là loài thực vật có hoa trong họ Tầm ma. Loài này được (L.) Sw. mô tả khoa học đầu tiên năm 1788.